# Sicurezza sul lavoro in Italia
La sicurezza sul lavoro in Italia indica gli strumenti e gli istituti in tema di sicurezza sul lavoro in Italia.

## Disciplina generale
Tra le norme in tema si annovera il decreto legislativo 19 settembre 1994, n. 626, che sostituì la vecchia normativa risalente agli anni '50.
La salute e la sicurezza sul lavoro furono poi regolamentate mediante legge delega del 3 agosto 2007, n.123 e dal successivo decreto attuativo del 9 aprile 2008 n. 81 (Testo unico sulla sicurezza nei luoghi di lavoro), entrato in vigore il 15 maggio 2008, successivamente modificato dal d.lgs. 3 agosto 2009 n. 106, attualmente in vigore.
Scopo fondamentale del nuovo disposto fu il riordino e coordinamento in un unico testo delle norme precedentemente in vigore in tema di sicurezza sul lavoro, che sono state in buona parte abrogate.

## Figure del sistema sicurezza sul lavoro
Di seguito sono riportate le principali figure coinvolte nel sistema di sicurezza aziendale previste dal D.Lgs. 81/08 e s.m.i.:
- Datore di lavoro (DL)
- Medico competente (MC)
- Responsabile del servizio di prevenzione e protezione (RSPP)
- Addetto al Servizio di Prevenzione e Protezione[3] (ASPP)
- Rappresentante dei lavoratori per la sicurezza (RLS)
- Lavoratore
- Dirigente
- Preposto
- Addetti al Primo Soccorso
- Addetti all'Antincendio e all'Emergenza

## Servizio di Prevenzione e Protezione
Il servizio di prevenzione e protezione è l'insieme delle persone, sistemi e mezzi esterni o interni all'azienda finalizzati all'attività di prevenzione e protezione dai rischi professionali per i lavoratori.
Esso è costituito da:
- Responsabile del servizio di prevenzione e protezione (RSPP)
- Addetto al Servizio di Prevenzione e Protezione[3] (ASPP)
  1. Addetti Primo Soccorso
  2. Addetti Emergenza ed Antincendio.

In tutte le attività il datore di lavoro organizza il servizio di prevenzione e protezione all'interno dell'azienda o dell'unità produttiva, o incarica persone o servizi esterni costituiti anche presso le associazioni dei datori di lavoro o gli organismi paritetici, secondo le regole di cui all'art. 31 del D. Lgs. 81/08.
Tale servizio è composto da un Responsabile e, se necessario, da un numero sufficiente di addetti al servizio di prevenzione e protezione. Tali figure possono essere interne o esterne, ove previsto, e devono possedere le capacità e i requisiti professionali di cui all'art. 32 del D.Lgs. 81/08, ed in numero sufficiente rispetto alle caratteristiche dell'azienda; devono disporre di mezzi e di tempo adeguati per lo svolgimento dei compiti loro assegnati. Essi non possono subire pregiudizio a causa della attività svolta nell'espletamento del proprio incarico.

## Organizzazioni che esercitano attività di vigilanza sul D.lgs 81/2008
Le principali organizzazioni che esercitano attività di  vigilanza sul rispetto delle disposizioni del D.Lgs. 81/08 sono:
- Aziende ASL (Aziende Sanitaria Locale)
- DRL (Direzione Regionale del Lavoro)
- Vigili del Fuoco
- Ispettorato nazionale del lavoro

## Misure generali di tutela e sicurezza

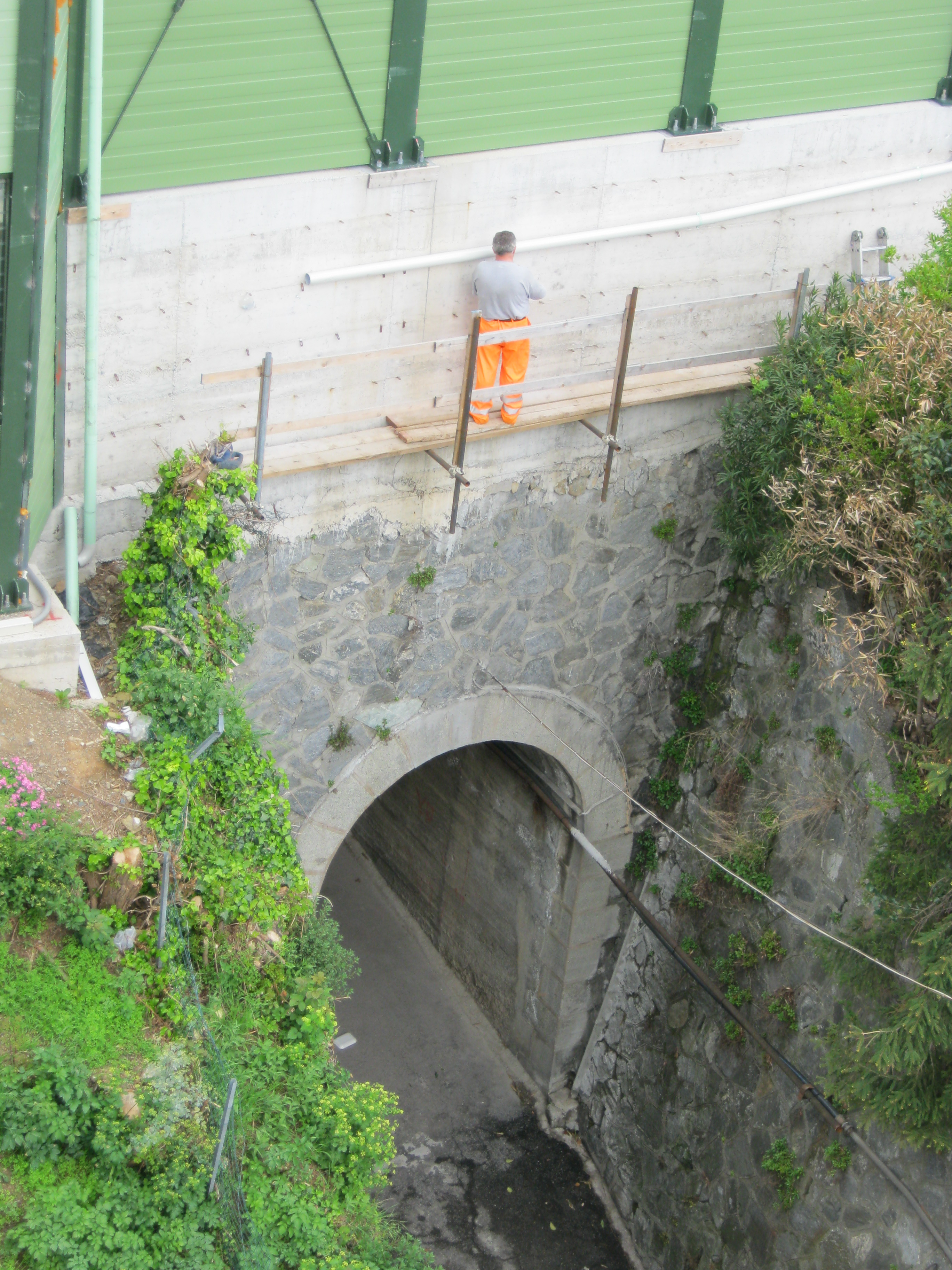
Esempio di situazione di pericolo sul lavoro

Le misure generali di tutela della salute e della sicurezza dei lavoratori nei luoghi di lavoro sono:
- a) la valutazione di tutti i rischi per la salute e sicurezza;
- b) la programmazione della prevenzione, mirata ad un complesso che integri in modo coerente nella prevenzione le condizioni tecniche produttive dell'azienda nonché l'influenza dei fattori dell'ambiente e dell'organizzazione del lavoro;
- c) l'eliminazione dei rischi e, ove ciò non sia possibile, la loro riduzione al minimo in relazione alle conoscenze acquisite in base al progresso tecnico;
- d) il rispetto dei principi ergonomici nell'organizzazione del lavoro, nella concezione dei posti di lavoro, nella scelta delle attrezzature e nella definizione dei metodi di lavoro e produzione, in particolare al fine di ridurre gli effetti sulla salute del lavoro monotono e di quello ripetitivo;
- e) la riduzione dei rischi alla fonte;
- f) la sostituzione di ciò che è pericoloso con ciò che non lo è, o è meno pericoloso;
- g) la limitazione al minimo del numero dei lavoratori che sono, o che possono essere, esposti al rischio;
- h) l'utilizzo limitato degli agenti chimici, fisici e biologici sui luoghi di lavoro;
- i) la priorità delle misure di protezione collettiva rispetto alle misure di protezione individuale;
- l) il controllo sanitario dei lavoratori;
- m) l'allontanamento del lavoratore dall'esposizione al rischio per motivi sanitari inerenti alla sua persona e l'adibizione, ove possibile, ad altra mansione;
- n) l'informazione e formazione adeguate per i lavoratori;
- o) l'informazione e formazione adeguate per dirigenti e i preposti;
- p) l'informazione e formazione adeguate per i rappresentanti dei lavoratori per la sicurezza;
- q) l'istruzione adeguata ai lavoratori;
- r) la partecipazione e consultazione dei lavoratori;
- s) la partecipazione e consultazione dei rappresentanti dei lavoratori per la sicurezza;
- t) la programmazione delle misure ritenute opportune per garantire il miglioramento nel tempo dei livelli di sicurezza, anche attraverso l'adozione di codici di condotta e di buone prassi;
- u) le misure di emergenza da attuare in caso di primo soccorso, di lotta antincendio, di evacuazione dei lavoratori e di pericolo grave e immediato;
- v) l'uso di segnali di avvertimento e di sicurezza;
- z) la regolare manutenzione di ambienti, attrezzature, impianti, con particolare riguardo ai dispositivi di sicurezza in conformità alla indicazione dei fabbricanti.

## Obblighi del datore di lavoro non delegabili
- effettuare la valutazione dei rischi e redigere il DVR
- nominare il Responsabile del Servizio di Prevenzione e Protezione

## Obblighi del datore di lavoro e del dirigente
Il datore di lavoro, che esercita le attività e i dirigenti, che organizzano e dirigono le stesse attività secondo le attribuzioni e competenze ad essi conferite, devono:
- nominare il medico competente per l'effettuazione della sorveglianza sanitaria nei casi previsti dal presente decreto legislativo.
- designare preventivamente i lavoratori incaricati dell'attuazione delle misure di prevenzione incendi e lotta antincendio, di evacuazione dei luoghi di lavoro in caso di pericolo grave e immediato, di salvataggio, di primo soccorso e, comunque, di gestione dell'emergenza;
- individuare il preposto o i preposti per l'effettuazione delle attività di vigilanza;
- nell'affidare i compiti ai lavoratori, tenere conto delle capacità e delle condizioni degli stessi in rapporto alla loro salute e alla sicurezza;
- fornire ai lavoratori i necessari e idonei dispositivi di protezione individuale, sentito il responsabile del servizio di prevenzione e protezione e il medico competente, ove presente;
- prendere le misure appropriate affinché soltanto i lavoratori che hanno ricevuto adeguate istruzioni e specifico addestramento accedano alle zone che li espongono ad un rischio grave e specifico;
- richiedere l'osservanza da parte dei singoli lavoratori delle norme vigenti, nonché delle disposizioni aziendali in materia di sicurezza e di igiene del lavoro e di uso dei mezzi di protezione collettivi e dei dispositivi di protezione individuali messi a loro disposizione;
- inviare i lavoratori alla visita medica entro le scadenze previste dal programma di sorveglianza sanitaria e richiedere al medico competente l'osservanza degli obblighi previsti a suo carico nel presente decreto;
- nei casi di sorveglianza sanitaria, comunicare tempestivamente al medico competente la cessazione del rapporto di lavoro;
- adottare le misure per il controllo delle situazioni di rischio in caso di emergenza e dare istruzioni affinché i lavoratori, in caso di pericolo grave, immediato ed inevitabile, abbandonino il posto di lavoro o la zona pericolosa;
- informare il più presto possibile i lavoratori esposti al rischio di un pericolo grave e immediato circa il rischio stesso e le disposizioni prese o da prendere in materia di protezione;
- adempiere agli obblighi di informazione, formazione e addestramento;
- astenersi, salvo eccezione debitamente motivata da esigenze di tutela della salute e sicurezza, dal richiedere ai lavoratori di riprendere la loro attività in una situazione di lavoro in cui persiste un pericolo grave e immediato;
- consentire ai lavoratori di verificare, mediante il rappresentante dei lavoratori per la sicurezza, l'applicazione delle misure di sicurezza e di protezione della salute;
- consegnare tempestivamente al rappresentante dei lavoratori per la sicurezza, su richiesta di questi e per l'espletamento della sua funzione, copia del documento, anche su supporto informatico nonché consentire al medesimo rappresentante di accedere ai dati, il documento è consultato esclusivamente in azienda;
- elaborare il documento, anche su supporto informatico e, su richiesta di questi e per l'espletamento della sua funzione, consegnarne tempestivamente copia ai rappresentanti dei lavoratori per la sicurezza. Il documento è consultato esclusivamente in azienda.
- prendere appropriati provvedimenti per evitare che le misure tecniche adottate possano causare rischi per la salute della popolazione o deteriorare l'ambiente esterno verificando periodicamente la perdurante assenza di rischio;
- comunicare in via telematica all'INAIL e all'IPSEMA, nonché per loro tramite, al sistema informativo nazionale per la prevenzione nei luoghi di lavoro entro 48 ore dalla ricezione del certificato medico, a fini statistici e informativi, i dati e le informazioni relativi agli infortuni sul lavoro che comportino l'assenza dal lavoro di almeno un giorno, escluso quello dell'evento e, a fini assicurativi, quelli relativi agli infortuni sul lavoro che comportino un'assenza dal lavoro superiore a tre giorni;
- consultare il rappresentante dei lavoratori per la sicurezza
- adottare le misure necessarie ai fini della prevenzione incendi e dell'evacuazione dei luoghi di lavoro, nonché per il caso di pericolo grave e immediato. Tali misure devono essere adeguate alla natura dell'attività, alle dimensioni dell'azienda o dell'unità produttiva, e al numero delle persone presenti;
- nell'ambito dello svolgimento di attività in regime di appalto e di subappalto, munire i lavoratori di apposita tessera di riconoscimento, corredata di fotografia, contenente le generalità del lavoratore e l'indicazione del datore di lavoro;
- nelle unità produttive con più di 15 lavoratori, convocare la riunione periodica.
- aggiornare le misure di prevenzione in relazione ai mutamenti organizzativi e produttivi che hanno rilevanza ai fini della salute e sicurezza del lavoro, o in relazione al grado di evoluzione della tecnica della prevenzione e della protezione;
- comunicare in via telematica all'INAIL e all'IPSEMA, nonché per loro tramite, al sistema informativo nazionale per la prevenzione nei luoghi di lavoro, in caso di nuova elezione o designazione, i nominativi dei rappresentanti dei lavoratori per la sicurezza; in fase di prima applicazione l'obbligo di cui alla presente lettera riguarda i nominativi dei rappresentanti dei lavoratori già eletti o designati;
- vigilare affinché i lavoratori per i quali vige l'obbligo di sorveglianza sanitaria non siano adibiti alla mansione lavorativa specifica senza il prescritto giudizio di idoneità.

Il datore di lavoro fornisce al servizio di prevenzione e protezione ed al medico competente informazioni in merito a:
- a) la natura dei rischi;
- b) l'organizzazione del lavoro, la programmazione e l'attuazione delle misure preventive e protettive;
- c) la descrizione degli impianti e dei processi produttivi;
- d) i dati relativi alle malattie professionali;
- e) i provvedimenti adottati dagli organi di vigilanza.

## Obblighi del preposto
In riferimento alle attività, i preposti, secondo le loro attribuzioni e competenze, devono:
- sovrintendere e vigilare sulla osservanza da parte dei singoli lavoratori dei loro obblighi di legge, nonché delle disposizioni aziendali in materia di salute e sicurezza sul lavoro e di uso dei mezzi di protezione collettivi e dei dispositivi di protezione individuale messi a loro disposizione e, in caso di persistenza della inosservanza, interrompere l'attività del lavoratore e informare i superiori diretti;
- verificare affinché soltanto i lavoratori che hanno ricevuto adeguate istruzioni accedano alle zone che li espongono ad un rischio grave e specifico;
- richiedere l'osservanza delle misure per il controllo delle situazioni di rischio in caso di emergenza e dare istruzioni affinché i lavoratori, in caso di pericolo grave, immediato e inevitabile, abbandonino il posto di lavoro o la zona pericolosa;
- informare il più presto possibile i lavoratori esposti al rischio di un pericolo grave e immediato circa il rischio stesso e le disposizioni prese o da prendere in materia di protezione;
- astenersi, salvo eccezioni debitamente motivate, dal richiedere ai lavoratori di riprendere la loro attività in una situazione di lavoro in cui persiste un pericolo grave ed immediato;
- segnalare tempestivamente al datore di lavoro o al dirigente sia le deficienze dei mezzi e delle attrezzature di lavoro e dei dispositivi di protezione individuale, sia ogni altra condizione di pericolo che si verifichi durante il lavoro, delle quali venga a conoscenza sulla base della formazione ricevuta;
- in caso di rilevazione di deficienze dei mezzi e delle attrezzature di lavoro e di ogni condizione di pericolo, se necessario, interrompere temporaneamente l'attività e, comunque, segnalare tempestivamente ai superiori le non conformità rilevate;
- frequentare corsi di formazione specifici, anche di aggiornamento periodico, in relazione ai propri compiti in materia di salute e sicurezza del lavoro. I contenuti della formazione comprendono: principali soggetti coinvolti e i relativi obblighi, definizione e individuazione dei fattori di rischio, valutazione dei rischi, individuazione delle misure tecniche, organizzative e procedurali di prevenzione e protezione.

## Obblighi dei lavoratori
Ogni lavoratore deve prendersi cura della propria salute e sicurezza e di quella delle altre persone presenti sul luogo di lavoro, su cui ricadono gli effetti delle sue azioni o omissioni, conformemente alla sua formazione, alle istruzioni e ai mezzi forniti dal datore di lavoro.
I lavoratori devono in particolare:
- contribuire, insieme al datore di lavoro, ai dirigenti e ai preposti, all'adempimento degli obblighi previsti a tutela della salute e sicurezza sui luoghi di lavoro;
- osservare le disposizioni e le istruzioni impartite dal datore di lavoro, dai dirigenti e dai preposti, ai fini della protezione collettiva ed individuale;
- utilizzare correttamente le attrezzature di lavoro, le sostanze e i preparati pericolosi, i mezzi di trasporto e, nonché i dispositivi di sicurezza;
- utilizzare in modo appropriato i dispositivi di protezione messi a loro disposizione;
- segnalare immediatamente al datore di lavoro, al dirigente o al preposto le deficienze dei mezzi e dei dispositivi, nonché qualsiasi eventuale condizione di pericolo di cui vengano a conoscenza, adoperandosi direttamente, in caso di urgenza, nell'ambito delle proprie competenze e possibilità e fatto salvo l'obbligo di eliminare o ridurre le situazioni di pericolo grave e incombente, dandone notizia al rappresentante dei lavoratori per la sicurezza;
- non rimuovere o modificare senza autorizzazione i dispositivi di sicurezza o di segnalazione o di controllo;
- non compiere di propria iniziativa operazioni o manovre che non sono di loro competenza ovvero che possono compromettere la sicurezza propria o di altri lavoratori
- partecipare ai programmi di formazione e di addestramento organizzati dal datore di lavoro, ricevendone apposito attestato;
- sottoporsi ai controlli sanitari previsti dal presente decreto legislativo o comunque disposti dal medico competente.

I lavoratori di aziende che svolgono attività in regime di appalto o subappalto, devono esporre apposita tessera di riconoscimento, corredata di fotografia, contenente le generalità del lavoratore e l'indicazione del datore di lavoro. Tale obbligo grava anche in capo ai lavoratori autonomi che esercitano direttamente la propria attività nel medesimo luogo di lavoro, i quali sono tenuti a provvedervi per proprio conto.
Gli obblighi relativi agli interventi strutturali e di manutenzione necessari per assicurare, ai sensi del presente decreto legislativo, la sicurezza dei locali e degli edifici assegnati in uso a pubbliche amministrazioni o a pubblici uffici, ivi comprese le istituzioni scolastiche ed educative, restano a carico dell'amministrazione tenuta, per effetto di norme o convenzioni, alla loro fornitura e manutenzione. In tale caso gli obblighi previsti dal presente decreto legislativo, relativamente ai predetti interventi, si intendono assolti, da parte dei dirigenti o funzionari preposti agli uffici interessati, con la richiesta del loro adempimento all'amministrazione competente o al soggetto che ne ha l'obbligo giuridico.
Il D. Lgs. 81/2008 abroga, tra le altre norme (prima di tutte il D.Lgs.vo 626/94), anche il precedente decreto D.Lgs 494/1996 riguardante i cantieri temporanei o mobili, integrandone le disposizioni nel Titolo IV, introducendo importanti modifiche ed inserendo specifiche norme tecniche negli allegati. Il D.lgs. 81/2008 non ha invece abrogato il Decreto Legislativo 27 luglio 1999, n. 271 "Adeguamento della normativa sulla sicurezza e salute dei lavoratori marittimi a bordo delle navi mercantili da pesca nazionali” . Attualmente si sta lavorando per cercare di integrare il D.Lgs. 271/99 con il D.Lgs. 81/2008 azione di non semplice fattibilità che dovrà necessariamente tener conto di importanti aspetti che connotano il settore della Navigazione. Con l'entrata in vigore del 271/99 i lavoratori marittimi hanno ottenuto anch'essi “importanti vantaggi” a salvaguardia della propria salute ed integrità fisica, uno tra tanti risulta essere sicuramente l'estensione dell'obbligo di Sorveglianza Sanitaria (art. 23. D.Lgs. 271/99) a cura del Medico Competente, del Lavoratore Marittimo che sino all'entrata in vigore del suddetto decreto era assoggettato a visite mediche volte a constatare l'idoneità/inidoneità alla navigazione attraverso la Visita Biennale svolta dalla Sanità Marittima, senza che fosse verificata da medici specialisti l'idoneità/inidoneità alla mansione specifica svolta a bordo delle unità navali, fondamentale per prevenire l'insorgenza di tecnopatie. Attualmente Il CISPI – Centro Italiano Sicurezza Prevenzione Informazione – (www.cispi.it) detiene la più ampia ed importante banca dati in Italia, riguardante “l'andamento della Sorveglianza Sanitaria in favore del personale marittimo” ciò in quanto impegnato sin dall'entrata in vigore del Decreto 271/99 in attività di medicina del lavoro in favore di diverse migliaia di lavoratori delle più grandi Compagnie di Navigazione Italiane sia pubbliche che private (ad esempio Tirrenia di Navigazione, Adriatica di Navigazione, Campania Regionale Marittima, Sicilia Regionale Marittima, Sardegna Regionale Marittima, Toscana Regionale Marittima, ecc. ecc. ). La banca dati, oltre ai dati strettamente sanitari ed a quelli in cui si evidenziano tecnopatie, raccoglie una serie di dati riferibili alle diverse classificazioni di rischio variabili in funzione delle diverse tipologie navali esaminate (navi merci, navi traghetto, aliscafi, unità veloci, catamarani, moto pontoni, ecc.)
Dall'omissione delle precauzioni in materia consegue sia la responsabilità penale del datore di lavoro che il diritto al risarcimento del danno in favore del lavoratore subordinato. Gli indennizzi ai lavoratori infortunati vengono erogati da parte dell'INAIL (Istituto Nazionale per l'Assicurazione contro gli Infortuni sul Lavoro), che è l'istituto assicurativo al quale tutti i lavoratori devono essere iscritti, con il pagamento dei relativi contributi da parte della Azienda.

## Forme contrattuali
Nel caso di prestatori di lavoro nell'ambito di un contratto di somministrazione di lavoro (articoli 20 e seguenti del decreto legislativo 10 settembre 2003, n. 276), gli obblighi di prevenzione e protezione sono a carico dell'utilizzatore, fatto salvo l'obbligo a carico del somministratore di informare e formare il lavoratore sui rischi tipici connessi allo svolgimento delle mansioni per le quali viene assunto.
Nell'ipotesi di distacco del lavoratore (articolo 30 del decreto legislativo 10 settembre 2003, n. 276), tutti gli obblighi di prevenzione e protezione sono a carico del distaccatario, fatto salvo l'obbligo a carico del distaccante di informare e formare il lavoratore sui rischi tipici connessi allo svolgimento delle mansioni per le quali egli viene distaccato.
Nei confronti dei lavoratori a progetto (articoli 61 e seguenti del decreto legislativo 10 settembre 2003, n. 276) e dei collaboratori coordinati e continuativi (articolo 409, n. 3, del codice di procedura civile), le disposizioni del decreto si applicano ove la prestazione lavorativa si svolga nei luoghi di lavoro del committente, mentre nei confronti dei lavoratori che effettuano prestazioni occasionali di tipo accessorio (articolo 70 e seguenti del decreto legislativo 10 settembre 2003, n. 276), il decreto e tutte le altre norme speciali vigenti in materia di sicurezza e tutela della salute si applicano con esclusione dei piccoli lavori domestici a carattere straordinario, compresi l'insegnamento privato supplementare e l'assistenza domiciliare ai bambini, agli anziani, agli ammalati e ai disabili.
Relativamente ai lavoratori a domicilio (legge 18 dicembre 1973, n. 877) trovano applicazione gli obblighi di informazione e formazione di cui agli articoli 36 e 37 del decreto in seguito commentate. Ad essi devono inoltre essere forniti i necessari dispositivi di protezione individuale (DPI) in relazione alle effettive mansioni assegnate.
A tutti i lavoratori subordinati che effettuano una prestazione continuativa di lavoro a distanza, mediante collegamento informatico e telematico, compresi quelli di cui al decreto del presidente della Repubblica 8 marzo 1999, n. 70 e di cui all'accordo-quadro europeo sul telelavoro concluso il 16 luglio 2002, si applicano le disposizioni di cui al Titolo VII del decreto (Attrezzature munite di videoterminale), indipendentemente dall'ambito in cui si svolge la prestazione stessa. Nell'ipotesi in cui il datore di lavoro fornisca attrezzature proprie, o per il tramite di terzi, tali attrezzature devono essere conformi alle disposizioni di cui al Titolo IX (Sostanze pericolose).
I lavoratori a distanza devono essere informati dal datore di lavoro circa le politiche aziendali in materia di salute e sicurezza sul lavoro, in particolare in ordine alle esigenze relative ai videoterminali ed devono applicare correttamente le direttive aziendali di sicurezza. Al fine di verificare la corretta attuazione della normativa in materia di tutela della salute e sicurezza da parte del lavoratore a distanza, è previsto che il datore di lavoro, le rappresentanze dei lavoratori e le autorità competenti abbiano accesso al luogo in cui viene svolto il lavoro nei limiti della normativa nazionale e dei contratti collettivi, dovendo tale accesso essere subordinato al preavviso e al consenso del lavoratore qualora la prestazione sia svolta presso il suo domicilio. Il datore di lavoro deve poi garantire l'adozione di misure dirette a prevenire l'isolamento del lavoratore a distanza rispetto agli altri lavoratori interni all'azienda, permettendogli di incontrarsi con i colleghi e di accedere alle informazioni dell'azienda, nel rispetto di regolamenti o accordi aziendali.

## Statistiche degli infortuni sul lavoro in Italia
Nel dopoguerra si è avuta in Italia una progressiva riduzione degli infortuni sul lavoro, a seguito delle graduali applicazioni delle norme di sicurezza emanate nell'immediato dopoguerra, fra cui: il DPR 547/1955 sulla prevenzione infortuni negli stabilimenti, il DPR 164/1956 sulla sicurezza dei cantieri e il DPR 303/1956 sull'igiene del lavoro.
Indicativamente si è passati da un valore medio di quasi 2000 morti all'anno (anni cinquanta)
ad un valore di circa 1500 morti all'anno (anni sessanta e settanta) e negli ultimi decenni si sono registrati indicativamente circa 1000 decessi sul lavoro all'anno in tutto il territorio nazionale. Questa riduzione o dimezzamento degli infortuni è dovuta alla continua e progressiva applicazione delle norme tecniche degli anni '50.
Il 2 maggio 1974 l'INAIL diede l'avvio al CIDI (Centro di Informazione e Documentazione Infortunistica). I dati relativi a tutti gli infortuni industriali, artigianali, agricoli e alla malattia professionale denunciati cominciarono ad essere raccolti ed immagazzinati nel cosiddetto Thesaurus, sfruttando in tal modo le allora sorprendenti capacità dell'elaborazione elettronica dei dati. In tal modo si iniziò la pubblicazione annuale delle INAIL - Statistiche per la prevenzione 
sia con l'esposizione dei dati globali sia con pubblicazioni monografiche, minimonografiche, settoriali (per es.: gli infortuni nel settore artigiano, gli infortuni femminili, gli infortuni in un determinato settore professionale o per distribuzione geografica).

### Attuale andamento infortunistico
Dopo una prima riduzione degli infortuni dal dopoguerra agli anni '90, nell'ultimo decennio si è registrato un aumento infortunistico, riportato ampiamente sui mass-media.
I dati statistici confermano infatti che dal 1996 al 2006 gli infortuni a lavoratori con danni permanenti sono aumentati in modo significativo.
Più precisamente si è passati da circa 20.000 infortuni con danni permanenti nell'anno 1996 che sono aumentati gradualmente in circa 10 anni fino a raggiungere il numero di circa 30.000 infortuni con danni o mutilazioni permanenti nell'anno 2006.
La gravità della situazione è stata fatta presente dagli organi di stampa e da molti esponenti politici. A seguito dell'aggravamento del problema infortunistico si è ritenuto opportuno nel 2008 fare un nuovo Testo Unico Sicurezza Lavoro, che raccoglie tutte le norme di sicurezza fino ad oggi emanate, approvato con il Decreto Legislativo 81/2008.
A tale Decreto sono state apportate disposizioni integrative e correttive emanate con il Decreto Legislativo 3 agosto 2009, n. 106, pubblicato su Gazzetta ufficiale n. 1180 del 05/08/2009.
Gli ultimi dati registrati dall'INAIL (rilevazione al 29 febbraio 2012) parlano di una riduzione del 6,4% di infortuni complessivi dal 2010 al 2011, si passa da circa 776.000 a 726.000 denunce, cinquantamila in meno rispetto al 2010; inoltre si ha una riduzione del 4,4% degli infortuni mortali, si passa dalle 973 denunce nel 2010 (dato definitivo e per la prima volta al di sotto delle mille unità) alle 930 denunce nel 2011 (stima del dato consolidato). In aumento, sempre secondo i dati INAIL, sono le malattie professionali che registrano un + 10% circa dal 2010,
il quale registrava già un + 7.600 denunce rispetto al 2009, per approdare al 2011 con circa 46.500 denunce. Di seguito una tabella riassuntiva dal 2006 al 2011 emessa dall'INAIL fotografa gli ultimi anni con il numero di infortuni all'anno, la percentuale rispetto all'anno precedente così anche per i casi mortali.
| INFORTUNI | 2006    | 2007    | 2008    | 2009    | 2010    | 2011    |
| --- | ------- | ------- | ------- | ------- | ------- | ------- |
| IN COMPLESSO | 928.140 | 912.402 | 875.144 | 790.112 | 775.669 | 726.000 |
| variazioni % rispetto anno precedente                                                                                 | -       | -1,7    | -4,1    | -9,7    | -1,8    | -6,4    |
| CASI MORTALI | 1.341   | 1.207   | 1.120   | 1.053   | 973     | 930     |
| 'variazioni % rispetto anno precedente                                                                                | -       | -10,0   | -7,2    | -6,0    | -7,6    | -4,4    |
| I dati 2011 sono valori stimati sulla base delle denunce acquisite dagli archivi gestionali INAIL al 29 febbraio 2012 |         |         |         |         |         |         |

## Metodi di analisi dei rischi lavorativi
In Italia con il recepimento della Direttiva 89/391/CEE, Legge 626 del 1994 si è introdotta l'obbligatorietà della valutazione dei rischi per la sicurezza e la salute dei lavoratori, in tutte le attività pubbliche e private con lavoratori dipendenti (o assimilabili).
Nel 2008 le diverse norme italiane ed europee sono state coordinate con il Testo Unico Sicurezza Lavoro, entrato in vigore come D.Lgs 81/2008.
Questo decreto prevede agli artt. 17 e 28 che in tutte le aziende pubbliche e private venga predisposto un apposito Documento di Valutazione dei rischi per i lavoratori, sotto la responsabilità indelegabile del datore di lavoro (che eventualmente può farsi supportare dalla consulenza di professionisti esperti della materia).
Le misure di prevenzione e protezione, nonché i dispositivi di protezione individuale da adottare e gli interventi di adeguamento indicati su questo documento dovranno poi essere attuati immediatamente o a breve termine se hanno carattere di urgenza, o saranno inseriti nella programmazione aziendale se si tratta di lavori di adeguamento previsti a medio o a lungo termine.
L'articolo 28 del Testo Unico Sicurezza Lavoro prevede che il Documento di Valutazione dei rischi abbia i seguenti contenuti:
- Relazione sulla valutazione dei rischi: contenente l'indicazione di tutti i rischi per la sicurezza e la salute durante l'attività lavorativa. Questa analisi è in genere divisa secondo più fattori di rischio, ad esempio: ambienti di lavoro, macchine, attrezzature, agenti chimici, fisici e biologici, aspetti organizzativi e gestionali, ecc. L'analisi è preceduta dalle informazioni sull'attività e sull'organigramma aziendale. Devono inoltre essere indicati i criteri utilizzati per la valutazione dei rischi.
- Indicazione delle misure di prevenzione e di protezione attuate al fine di eliminare i rischi individuati, o nel caso in cui non sia possibile eliminarli completamente, ridurre il rischio a un livello "accettabile".
- Elenco dei dispositivi di protezione individuale, che sono gli indumenti di protezione che i lavoratori indossano al fine della protezione individuale (ad esempio: calzature di sicurezza, casco, guanti, mascherine, ecc.)
- Programma delle misure ritenute opportune per garantire il miglioramento nel tempo dei livelli di sicurezza, in cui si indicano tutte quelle misure che devono essere intraprese al fine di migliorare i livelli di sicurezza nel tempo (manutenzioni, verifiche, attività di informazione e formazione dei lavoratori ecc.).

È in generale utile integrare il Documento di Valutazione dei Rischi (DVR) con le seguenti informazioni:
- Procedure di sicurezza sul lavoro: consistono in circolari o disposizioni scritte, rivolte ai lavoratori, per l'uso in sicurezza delle attrezzature di lavoro. Ad esempio, si hanno procedure di sicurezza per l'uso di scale portatili, di ponteggi e tra battelli, per l'uso di taglierine, macchine utensili, saldatrici, trapani elettrici, mole, frese, ed in generale per ciascun dispositivo il cui uso può comportare pericoli tipici e ripetitivi sul lavoro.
- Planimetrie dell'edificio analizzato: redatte in scala e con l'indicazione delle attività svolte nei vari locali e dei dispositivi di sicurezza presenti. Talvolta si allegano alla valutazione dei rischi anche alcune certificazioni sulle strutture e sugli impianti e alcuni verbali di sopralluoghi tecnici fatte nell'azienda da tecnici abilitati in materia di prevenzione, su incarico del datore di Lavoro o dei dirigenti aziendali.

Il Documento di valutazione dei rischi lavorativi deve essere predisposto in modo specifico, in particolare per aziende di grandi e medie dimensioni. Per attività piccole e con rischi limitati (che occupano fino a non più di 10 lavoratori e, in certe condizioni, fino a 50 lavoratori) i datori di lavoro effettuano la valutazione dei rischi sulla base delle procedure standardizzate di cui all'articolo 6, comma 8, lettera f) del D.Lgs 81/08.
Inoltre per alcuni rischi, quali ad esempio i rischi da agenti fisici (rumore, vibrazioni, campi elettromagnetici), agenti chimici, agenti cancerogeni, movimentazione manuale dei carichi, sono specificamente individuati nel Testo Unico Sicurezza Lavoro, disposizioni inerenti alla valutazione stessa, eventuali limiti all'esposizione dei lavoratori e specifiche misure di prevenzione e protezione, in relazione all'esposizione stessa.
Le metodologie di valutazione dei rischi sono basate sui metodi ingegneristici di scienza della sicurezza, scienza delle costruzioni, sicurezza elettrica e sulla conoscenza approfondita dei principali dispositivi di sicurezza presenti all'interno dell'edificio aziendale, rivolti alla prevenzione incendi (ad esempio estintore e idrante), alla sicurezza elettrica (ad esempio resistenza di terra, interruttore magnetotermico) e agli altri aspetti di sicurezza dei macchinari per la produzione e dei mezzi di trasporto.

## Aggiornamento del DVR
Le indicazioni per procedere con l'aggiornamento del DVR sono riportate all'interno dell'articolo 29 comma 3 del Testo Unico Sicurezza Lavoro, modificato successivamente dalla legge 161/14. All'interno della norma, viene indicato come il Datore di Lavoro deve provvedere all'aggiornamento del Documento di Valutazione dei Rischi (DVR) in presenza di:
- modifiche del processo produttivo o di relative modifiche all'organizzazione del lavoro che vanno a produrre cambiamenti significativi ai fini della salute e sicurezza dei lavoratori
- in seguito a infortuni significativi che hanno mostrato un eventuale rischio non rilevato in fase di redazione del DVR
- quando in fase di visita del medico competente non si evincono rischi in precedenza classificati in fase di redazione

L'aggiornamento della documentazione va effettuata entro 30 giorni dal verificarsi di uno degli eventi sopra citati producendo la relativa documentazione ed informando immediatamente il Rappresentante dei Lavoratori (RLS).

## Passi per la realizzazione del sistema di gestione ambientale e S&SL
A continuazione si presenta una linea guida con "6 passi" per la creazione di un sistema di gestione ambientale e di S&SL (Sicurezza e Salute nel Lavoro) studiato e realizzato con particolare riferimento alle necessità delle Piccola o Media Impresa:
1. L'analisi iniziale. In questo primo passo viene effettuata l'identificazione degli aspetti ambientali significativi e la valutazione dei rischi ambientali e di S&SL dell'organizzazione. S'identificano, inoltre, le norme applicabili.
2. La definizione della politica "Ambiente e Sicurezza". In questo secondo passo sono forniti gli strumenti per la definizione della politica per l'ambiente e la S&SL.
3. La pianificazione di obiettivi e traguardi e lo sviluppo del programma. Completate le analisi iniziali e definita la politica "Ambiente e Sicurezza", le Linee guida propongono una metodologia per pianificare obiettivi e traguardi ambientali e di salute e sicurezza sul lavoro e sviluppare il programma per raggiungerli.
4. La realizzazione del sistema di gestione ambientale e di S&SL. Questo passo, strutturato in una serie di paragrafi corrispondenti alle diverse aree del SGI (Sistema di Gestione Integrato), guida allo sviluppo del "cuore" del sistema di gestione, proponendo modelli di procedure, manuali e istruzioni operative.
5. L'effettuazione del primo audit interno. Le Linee guida forniscono in questo passo gli strumenti e i consigli per completare il primo audit interno al sistema di gestione integrato.
6. L'effettuazione del riesame della direzione. In questo passo è proposta la modulistica per effettuare e registrare il riesame della direzione.

Completati i primi “6 passi”, si possono effettuare le attività minime per rendere attivo ed operante il sistema di gestione. Qualora si desideri ottenerne la certificazione, è necessario contattare un ente di certificazione. A tal fine, le Linee guida propongono:
- Alcuni consigli per la gestione del processo di certificazione e considerazioni sui costi di implementazione del SGI
- Un elenco delle norme disponibili e commenti alle norme stesse.

## Patente a crediti nei cantieri
Il Governo Meloni ha varato la patente a crediti, un sistema per alcuni aspetti simile a quello della patente a punti automobilistica, applicato alle imprese e lavoratori autonomi che operano nei cantieri temporanei o mobili del settore edilizio.